# Hartvig Jochum Müller

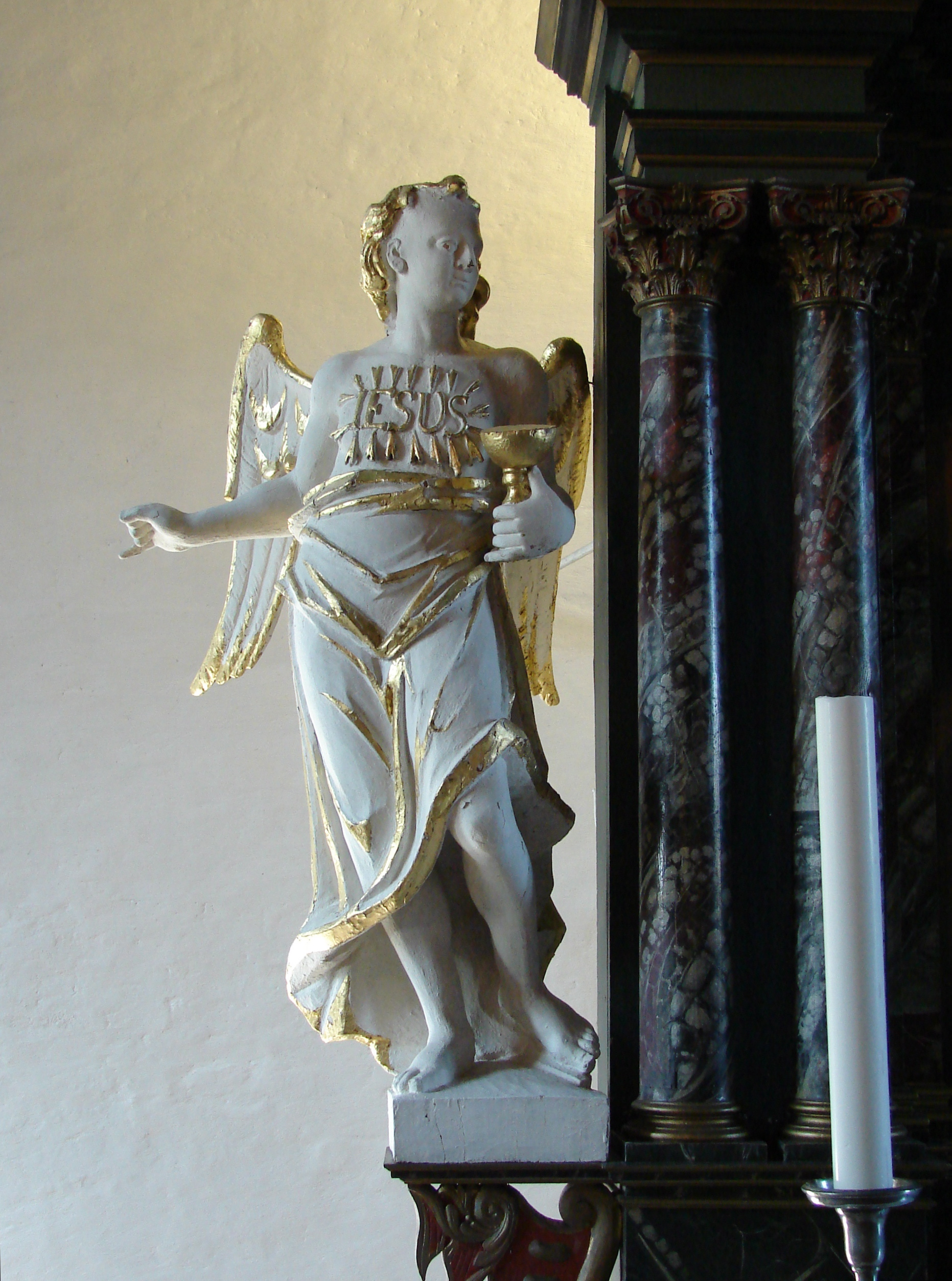
Eine von Hartvig Jochum Müller für die Kirche von Stavern (Norwegen) 1756 gelieferte und vielleicht auch selbst geschnitzte Engelsfigur

Hartvig Jochum Müller (* ca. 1716; † 26. September 1793 in Kopenhagen) war ein dänischer Orgelbauer und durch seinen Lehrmeister Lambert Daniel Kastens ein Enkelschüler von Arp Schnitger. Müller war auch Klavierbauer und -händler, betätigte sich als Kirchen-Innenarchitekt und stattete dänische und norwegische Kirchen mit sakraler Schnitzkunst aus.

## Leben und Leistung

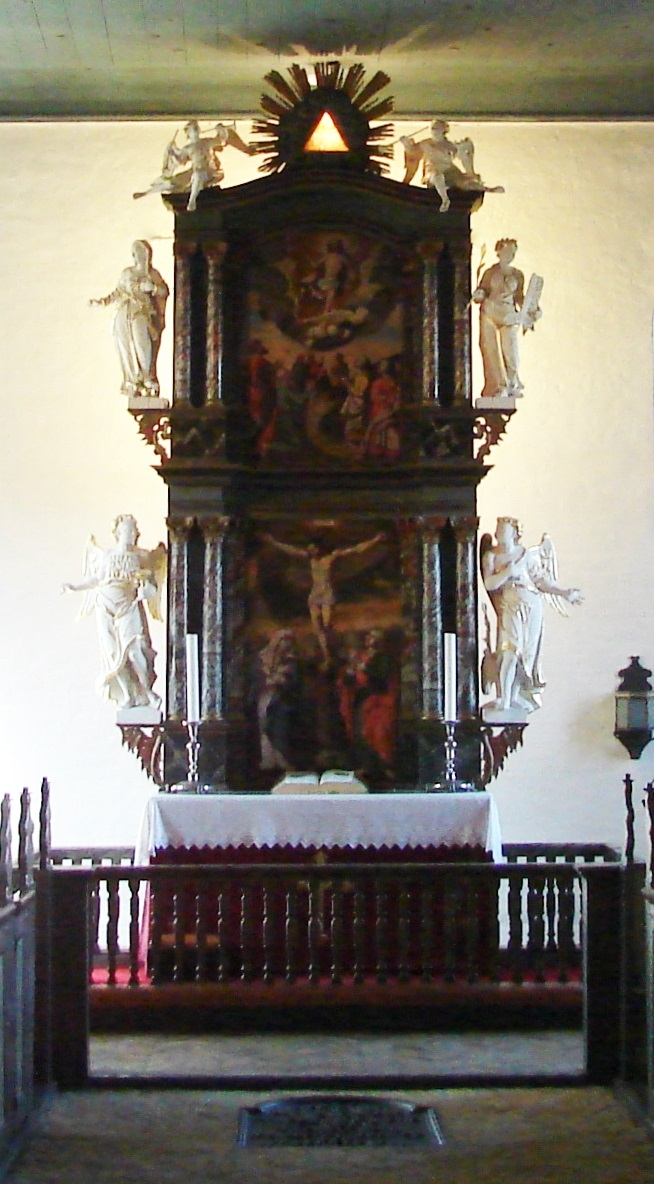
Der Altar von Stavern mit allen sechs Engelsfiguren H. J. Müllers

Hartvig Jochum Müller wurde um 1716 geboren. Da er sich selbst Müller schrieb und nicht die dänische bzw. norwegische Schreibweise Møller verwendete, waren er oder seine Familie vermutlich deutscher Herkunft. Möglicherweise, aber noch nicht sicher bewiesen, ist er mit einem Hartt(w)ig Jochim Müller identisch, der am 28. November 1716 in Lübeck, St. Marien, getauft wurde; dessen Eltern waren der Harfenist (1716, 1723) bzw. „fremde Organist“ (1722) Christian Müller und Johanna Catharina, geb. Janenntzkin. Müller absolvierte eine Orgelbauerlehre bei Lambert Daniel Kastens in Kopenhagen und war einer von zwei fertig ausgebildeten Schülern, die Kastens bei seinem Tod im Oktober 1744 hinterließ: Benjamin Wulff, der am 11. Dezember 1744 die königliche Bewilligung als Orgelbauer erhielt, und Müller selbst, der am 22. Januar 1745 die entsprechende Bewilligung bekam. Zunächst vollendeten beide gemeinsam einen noch von Kastens begonnenen Orgelneubau in Viborg. Hartvig Jochum Müller übernahm auch Kastens’ Werkstatt in Kopenhagen und war nun in der Lage, eine Ehe einzugehen. Am 28. Oktober 1745 heiratete er in einer Haustrauung, für die er eine königliche Sondergenehmigung bekommen hatte, Anne Marie Block († 1. Mai 1775). Um diese Zeit nahm Müller Amdi Worm als Lehrling in seine Werkstatt auf.
Müllers Kollege Benjamin Wulff hatte unterdessen einen eigenen Betrieb gegründet. Seine Tätigkeit als Orgelbauer fand jedoch ein frühes und jähes Ende: Am 2. Dezember 1747 wurde Wulff in der Domkirche von Aarhus zwischen 4 und 5 Uhr nachmittags, als er gerade die dortige Kastens-Orgel reparierte, von einem Blitz erschlagen. Er hatte zwei Knechte bei sich; einer davon starb ebenfalls auf der Stelle. Einer seiner Stiefel war nicht mehr aufzufinden; es ist anzunehmen, dass er beim Austritt des Blitzes ganz verschmorte. Der andere Knecht überlebte mit einer Verletzung am Fuß und war für mehrere Tage taub, doch kam sein Gehör wieder zurück. Da nun ein Orgelbauer auf dem dänischen Festland fehlte, entließ Müller seinen inzwischen ausgelernten Schüler Amdi Worm in die Selbstständigkeit; dieser erhielt am 2. Februar 1748 die königliche Bewilligung als Orgelbauer. Beide trafen untereinander eine Absprache zur Aufteilung Dänemarks: Worm bekam den Orgelbau in Jütland und auf Fünen, während Müller den auf Seeland einschließlich Kopenhagen behielt. Müller vollendete allerdings noch bis Ende 1749 zwei mittelgroße zweimanualige Orgeln in den beiden Stadtkirchen von Aalborg in Nordjütland; den Kontrakt hierzu hatte er im Mai 1747 geschlossen.
Danach konzentrierte sich Hartvig Jochum Müllers Wirken auf Kopenhagen, er übernahm aber auch Aufträge aus Norwegen. Für die Kirche von Larvik in Südnorwegen erbaute er nicht nur 1752 eine neue Orgel, sondern wurde dort auch als Innenarchitekt mit dem Auftrag beschäftigt, die Kirche vollständig umzugestalten. Hierzu erneuerte er den Chorbogen, lieferte einen neuen Altar samt Altarretabel und brachte vier lebensgroße Holzskulpturen des aus Bremen stammenden Kopenhagener Bildhauers Hendrich Rohde in der Kirche an; diese vier allegorischen Figuren (Glaube, Hoffnung, Liebe, Langmut) befinden sich heute im Norsk Folkemuseum in Oslo. 1756 gewann Hartvig Jochum Müller eine Ausschreibung zur Lieferung des Altars in der 1753–1756 erbauten Kirche von Stavern (Südnorwegen), während sein Konkurrent, der englischstämmige dänische Bildhauer Simon Carl Stanley, unterlag. Das von Müller vermittelte Altarretabel wurde von Joen Jacobsen geschnitzt und die Altartafel von Jacob Pedersen Lindgaard gemalt, wobei Müller sechs weißlackierte, teils vergoldete Engelsfiguren hinzufügte; ob er sie selbst schnitzte, lässt sich nicht mehr sicher sagen.
Als 1754 bis 1759 die Christianskirche, damals auch „Frederiks deutsche Kirche“ genannt, für die deutschsprachige Minderheit in Kopenhagen erbaut wurde, lieferte Müller hierzu eine zweimanualige Orgel. Das Abnahme-Gutachten der Organisten Breitendich und Sønnichsen vom 8. August 1761 fiel begeistert aus: Müller habe die Orgel in allen ihren Teilen so sorgfältig erbaut, Intonation und Stimmung seien so wohlgeraten, dass die Orgel zu den besten Kopenhagens zähle. Um die Prospektgestaltung samt Rokoko-Ornamentik hatte sich Müller laut Kontrakt ebenfalls gekümmert.

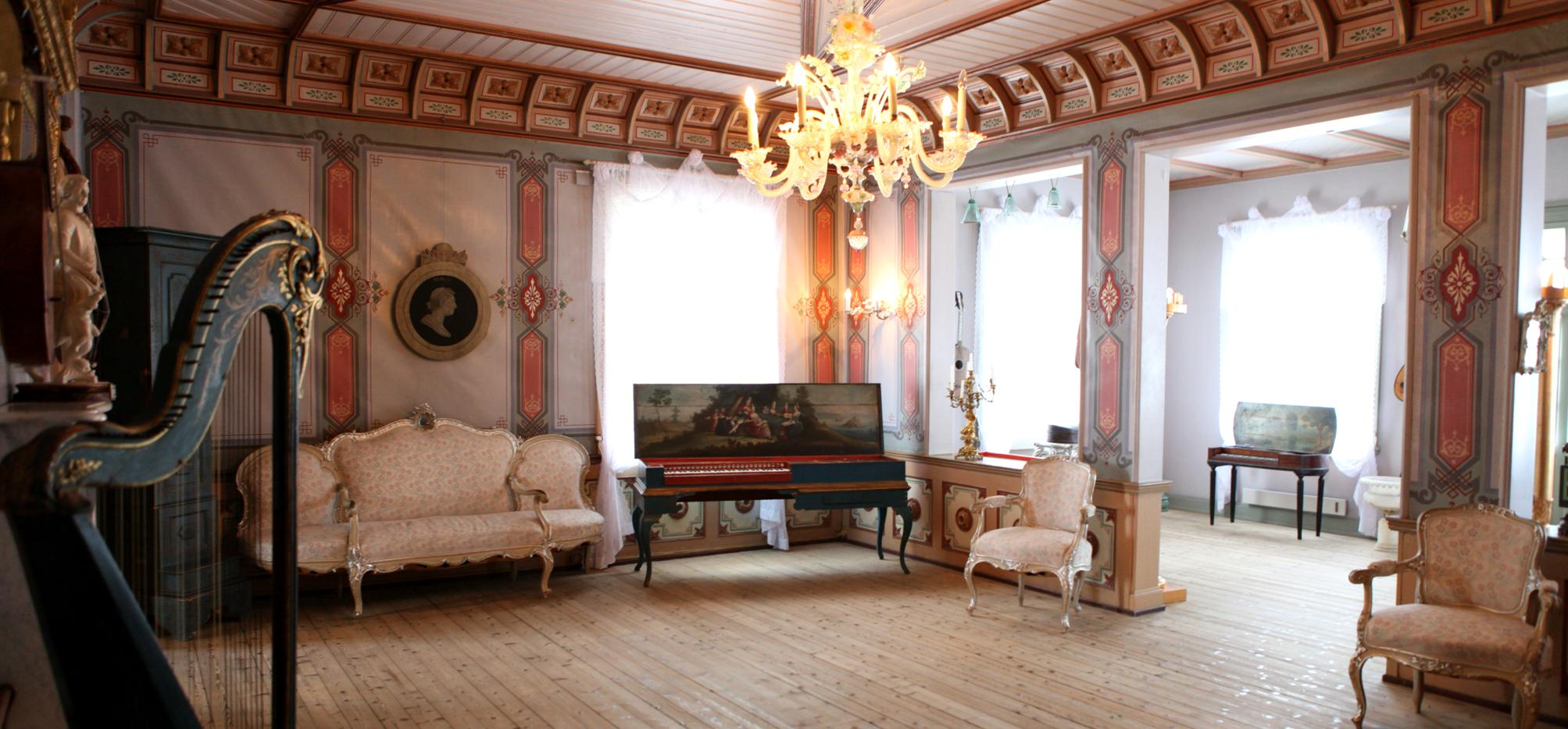
Die Gartenstube im norwegischen Ringve-Museum; mittig im Hintergrund ein Clavichord von H. J. Müller, 1775

Aus einer Zeitungsannonce von 1755 geht hervor, dass Müller auch mit alten Orgelpositiven handelte, die aus Kirchen stammten, für die er neue Instrumente erbaut hatte; außerdem handelte er in größerem Umfang mit Klavieren. Nach dem dänischen Musikhistoriker Vilhelm Carl Ravn verfertigte Müller auch „wirklich gute“ Cembali, die sich mit den meisten ausländischen messen konnten und noch im 19. Jahrhundert nachgefragt waren. Ein gutes Klavier von Müller kostete 1765 die stolze Summe von 100 Rigsdalern. Im Ringve-Museum, Norwegens Nationalmuseum für Musik und Musikinstrumente, befindet sich ein 1775 gebautes Clavichord von Hartvig Jochum Müller.
1761 verfasste Hartvig Jochum Müller einen ausführlichen Kostenvoranschlag für die Instandsetzung der historischen Orgel in der Domkirche zu Roskilde, der heute eine wertvolle Quelle für den technischen Aufbau des Instrumentes ist. Wie Müller schrieb, war die Orgel damals in über 100 Jahren nicht repariert worden. Da die von Müller veranschlagten Kosten die Mittel der Kirchengemeinde überstiegen, wurde jedoch an seiner Stelle ein örtlicher Uhrmacher mit den notwendigsten Reparaturen beauftragt.
Mit zunehmendem Alter scheint Müller ein „schwieriges Temperament“ (Nils Friis) entwickelt zu haben: 1767 schrieb Müller in einer „etwas marktschreierischen“ Annonce in der Zeitung Adresse-Avis, dass er Zungenstimmen bauen könne, die von der Witterung unbeeinflusst ihre Stimmung hielten. 1774 führte er in Artikeln derselben Zeitung einen polemischen Streit über den richtigen Winddruck in Orgeln. Außerdem war Müller empört, dass die Kopenhagener Christianskirchen-Gemeinde nichts zum Unterhalt seiner Orgel unternahm, so dass das einst so gelobte Instrument nach drei Jahrzehnten schwer restaurierungsbedürftig geworden war. An einem Abend geriet er deswegen mit dem Kirchenmusiker der Christianskirche, Michael Ehregott Grose, so heftig aneinander, dass die Polizei gerufen werden musste, um die beiden wieder auseinanderzubringen. In der Kirchengemeinde bestand seitdem  keine Bereitschaft mehr, Müller mit Arbeiten an der Orgel zu beauftragen.
Als die bekannte historische Compenius-Orgel von Schloss Frederiksborg 1793 ins Schloss Frederiksberg umgesetzt wurde, verfasste Müller eine undatierte, aber offenbar nicht lange vor seinem Tod entstandene Eingabe, in der er schrieb: „Europa kann sich nicht rühmen, viel Vergleichbares [an solchen Instrumenten] zu haben. Ich kann nicht ohne Harm an eine beispiellose Behandlung eines so kostbaren Orgelwerks denken.“ Hier zeigt sich Müllers für das 18. Jahrhundert bemerkenswerter Sinn für denkmalwürdige Instrumente; tatsächlich war es jedoch gerade diese Umsetzung, durch welche die Compeniusorgel dem Schlossbrand von Frederiksborg 1859 entging. Nach Wiederherstellung des Schlosses wurde die Orgel 1868 wieder dorthin zurückgebracht, wo sie bis heute zu sehen ist.
Hartvig Jochum Müller, der am 2. April 1788 noch ein zweites Mal geheiratet hatte, starb am 26. September 1793 in Kopenhagen. Seiner Witwe Anne Marie, geb. Möller, hinterließ er ein Haus in der Store Regnegade in Kopenhagen. Nach dem Orgelindex des Dänischen Nationalmuseums und weiteren Quellen gibt es in dänischen Kirchen heute noch fünf Orgelprospekte von Hartvig Jochum Müller, und in der Kirche von Dreslette stammt noch die gesamte Orgel von ihm.

## Werke (Auswahl)
| Jahr      | Ort                                | Gebäude                           | Bild | Manuale | Register | Bemerkungen                                                                               |
| --------- | ---------------------------------- | --------------------------------- | ---- | ------- | -------- | ----------------------------------------------------------------------------------------- |
| 1747–1749 | Aalborg                            | Domkirche St. Budolfi             |      | II      |          | Prospekt erhalten, Rückpositiv 1959 ergänzt                                               |
| 1747–1749 | Aalborg                            | Vor Frue Kirke                    |      | II      |          | Prospekt erhalten, Rückpositiv 1937 ergänzt                                               |
| 1752      | Larvik, Norwegen                   | Larvik Kirke                      |      |         |          |                                                                                           |
| 1753–1754 | Kopenhagen                         | Frederiksberg Kirke               |      | I       | 10       | Prospekt erhalten, Rückpositiv 1947 ergänzt                                               |
| 1756      | Kopenhagen                         | Kastelskirken                     |      |         |          | Prospekt erhalten                                                                         |
| 1758–1761 | Kopenhagen                         | Christians Kirke                  |      | II      | 26       | Prospekt erhalten                                                                         |
| 1783      | Christiansted, U.S. Virgin Islands | Steeple Building (Zebaothskirken) |      |         |          | Orgelneubau für die lutherische Kirche in der damaligen Hauptstadt von Dänisch-Westindien |
| 1787      | Dreslette                          | Dreslette Kirke                   |      | I       | 10       | „Müller-Orgel“, Manualumfang CDE–c3, kein Pedal 1961 von Th. Frobenius & Co. restauriert  |